# Calcinus gaimardii
Calcinus gaimardii är en kräftdjursart som först beskrevs av H. Milne Edwards 1848.  Calcinus gaimardii ingår i släktet Calcinus och familjen Diogenidae. Inga underarter finns listade i Catalogue of Life.